# دالي شميت
دالي شميت (بالإنجليزية: Dale Schmidt)‏ هو سياسي أمريكي، ولد في 15 أكتوبر 1931 في أوهايو في الولايات المتحدة، وتوفي في 12 يوليو 2006 في سينسيناتي في الولايات المتحدة. حزبياً، نشط في الحزب الجمهوري. وقد انتخب عضو مجلس نواب أوهايو.